# Григорий IV (герцог Неаполя)
Григорий IV (итал. Gregory IV di Napoli; умер в 915) — герцог Неаполя в 898 — 915 годах. Правление Григория IV было ознаменовано противоборством с арабами и закончилось триумфальной победой над ними в битве при Гарильяно (915).

## Биография

### Правление
Старший сын герцога Сергия II, свергнутого братом Афанасием. После смерти герцога-епископа Афанасия, своего дяди, Григорий IV унаследовал герцогство.
В начале своего правления Григорий IV, опасаясь нападений арабов, укрепил городские стены и усердно пополнял городские запасы на случай длительной осады. В то же время он был вынужден разрушить принадлежавшую ему Крепость Лукулла вблизи Неаполя, так как, в случае взятия её арабами, она могла стать базой для их дальнейшего продвижения. 2 июля 911 года Григорий IV подписал договор со своими соседями Атенульфом II и Ландульфом I, братьями-соправителями княжеств Беневенто и Капуя. В том же году союзники пытались выбить арабов из их крепости Гарильяно.
В 915 году Григорий IV присоединился к армии, состоявшей из византийцев и подданных Неаполя, Беневенто, Капуи, Амальфи. Затем эта армия соединилась с войском, возглавляемым папой Иоанном X и герцогом Сполето Альбериком I. Соединённая армия атаковала арабскую крепость Гарильяно. Битва при Гарильяно завершилась победой союзников и полным уничтожением арабского гарнизона.
Через несколько месяцев после одержанной победы Григорий IV скончался, передав трон своему сыну Иоанну II.

### Дети
- Иоанн II — герцог Неаполя в 915 — 919 годах.